# Udstrålingståge
Udstrålingtåge dannes når vi har klare og stille nætter. Når der ikke er skyer, så er udstrålingen og dermed er afkølingen ved jordoverfladen også stor. På grund af at der er stor udstråling, så kan temperaturen ved området falde til under dugpunkttemperaturen. Der er nu blevet dannet tåge. Udstrålingståge dannes ofte ved søer og moser, fordi luftfugtigheden er højere her.
Når luften over søer og moser bliver koldere end vandet, så vil den fugtige luft fortættes. Der bliver nu dannet "jordnære skyer". De jordnære skyer bliver også kaldt for mosekonebryg.

## Fodnoter
1. ↑  Duus, Karsten; Ranfelt, Jesper; Sanden, Elsebeth; Witzke, Agnes. Alverdens Geografi (1. udgave), Geografiforlaget 2008, side 40. ISBN 87-7702-424-9.

| Artikelstump | Spire Denne meteorologi eller vejr-relaterede artikel er en spire som bør udbygges. Du er velkommen til at hjælpe Wikipedia ved at udvide den. |